# Aedh al Scoției
Áed MacAlpin - în galica scoțiană: Áed mac Cináeda -  (n. 840 d.Hr. – d. 878 d.Hr., Strathallan⁠(d), Scoția, Regatul Unit) a fost fiul lui Kenneth MacAlpin. Acesta a devenit regele Picților în 877, urmându-l pe fratele său Constantin I. Era poreclit Aed al Florilor Albe, Înaripatul sau Picior Alb.
Domnia sa foarte scurtă nu a lăsat nimic memorabil în istorie. El a fost ucis în Nrurim.
Analele Ulster spun că în 878 Aed, regele Picților, a fost ucis de către aliații săi.